# Julius Abegg

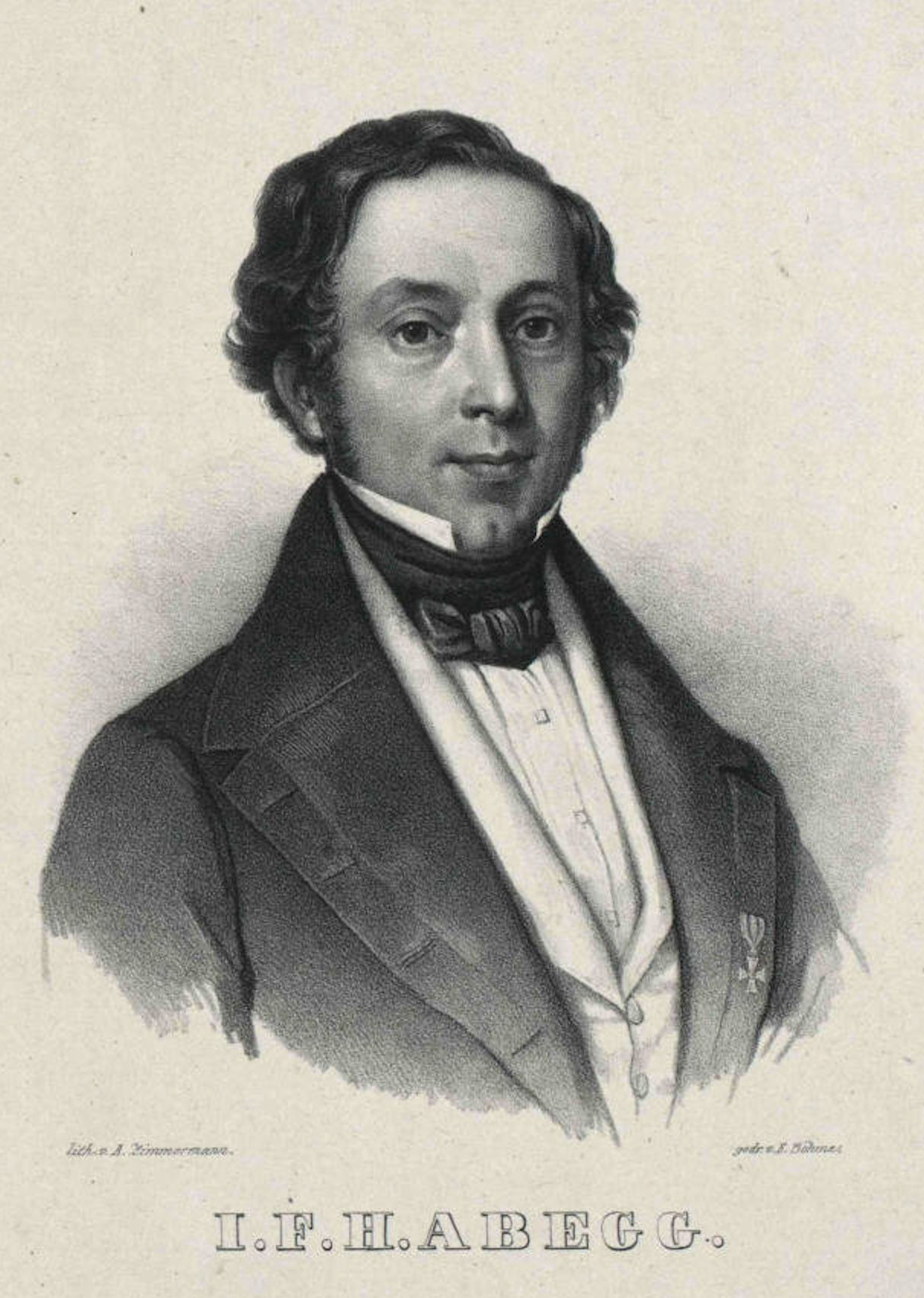
Julius Abegg

Julius Friedrich Heinrich Abegg (* 27. März 1796 in Erlangen; † 29. Mai 1868 in Breslau) war ein deutscher Strafrechtler.

## Leben
Julius Abegg war der Sohn des Pastors der deutsch-reformierten Kirche in Erlangen Johann Wilhelm Abegg (1768–1806) und dessen Ehefrau Jacobine Margarethe Isenflamm, Tochter von Jacob Friedrich Isenflamm. Der Arzt und Geburtshelfer Heinrich Abegg war sein Sohn. Der Chemiker Richard Abegg, der preußische Politiker Wilhelm Abegg und der Verwaltungsjurist Waldemar Abegg waren seine Enkel. Eine seiner Urenkelinnen war die Pädagogin und Widerstandskämpferin Elisabeth Abegg.
Abegg studierte an der Friedrich-Alexander-Universität Erlangen, der Ruprecht-Karls-Universität Heidelberg und der Universität Landshut. In Landshut wurde er 1818 Mitglied des Corps Suevia. Nach einem Jahr in der juristischen Praxis beim Landrichter Wolfgang Heinrich Puchta und Paul Johann Anselm von Feuerbach am Landgericht Erlangen setzte er sein Studium an der Friedrich-Wilhelms-Universität Berlin fort. Dort hörte er Vorlesungen von Friedrich August Biener, Johann Friedrich Ludwig Göschen, Georg Wilhelm Friedrich Hegel und Friedrich Carl von Savigny. Als habilitierter Privatdozent ging er zum Wintersemester 1820/1821 an die Albertus-Universität Königsberg.
In Königsberg wurde er 1821 zum a.o. Professor und 1824 zum o. Professor ernannt. 1826 folgte er dem Ruf der Königlichen Universität Breslau. Für die akademischen Jahre 1837/38 und 1853/54 wurde er zum Rektor gewählt. 1833 verlieh ihm die Universität Erlangen die Ehrendoktorwürde (Dr. iur. h. c.). Den Ruf nach Erlangen im Jahr darauf nahm er aber nicht an. Abegg blieb bis zu seinem Tod im Alter von 73 Jahren der Universität Breslau verbunden.
Durch seine außerordentliche Genauigkeit in den kritischen Abhandlungen und seine historische und philosophische Bildung beeinflusste Abegg die in dieser Zeit entstehenden Strafgesetzbücher der einzelnen deutschen Staaten. In den Jahren ab 1826 vertrat er als einer der ersten die Philosophie Georg Wilhelm Friedrich Hegels in der Rechtswissenschaft. Hier entwickelte er ein Prinzip der Gerechtigkeit, das absolute und begriffliche Strafrechtstheorien auf einer Basis zusammenführte. Die Strafrechtsauffassung der Moderne lässt immer noch Abeggs Ideen durchscheinen.

## Werke
- Ueber die Bestrafung der im Auslande begangenen Verbrechen. Ein Versuch. Landshut 1819 (online).
- System der Criminal-Rechts-Wissenschaft. Neustadt an der Orla 1826 (Reprint Keip, Goldbach 1996, ISBN 3-8051-0290-9).
- Untersuchungen aus dem Gebiete der Strafrechtswissenschaft. Breslau 1830 (Reprint Detlev Auvermann, Glashütten i. Ts. 1971).
- Die verschiedenen Strafrechtstheorien in ihrem Verhältnisse zueinander und zu dem positiven Rechte und dessen Geschichte. Eine criminalistische Abhandlung. Neustadt a.d. Orla 1835 (Reprint Sauer & Auvermann, Frankfurt/M. 1969).
- Lehrbuch des gemeinen Kriminalprozesses. Neustadt an der Orla 1833 (Reprint Keip, Goldbach 1996, ISBN 3-8051-0358-1).
- Lehrbuch der Strafrechts-Wissenschaft. Neustadt an der Orla 1836 (Reprint Keip, Goldbach 1996, ISBN 3-8051-0322-0).
- Beiträge zur Strafprocess-Gesetzgebung. Neustadt an der Orla 1841 (Reprint Keip, Goldbach 1996, ISBN 3-8051-0373-5).